# Campylopterus
Campylopterus (sabelvleugels) is een geslacht van vogels uit de familie kolibries (Trochilidae) en de geslachtengroep Trochilini (briljantkolibries).  De wetenschappelijke naam van het geslacht is voor het eerst geldig gepubliceerd in 1827 door William John Swainson. Er zijn 10 soorten:
- Campylopterus calcirupicola – Droogbossabelvleugel
- Campylopterus diamantinensis – Diamantinasabelvleugel
- Campylopterus duidae – Tepuisabelvleugel
- Campylopterus ensipennis – Witstaartsabelvleugel
- Campylopterus falcatus – Blauwbuiksabelvleugel
- Campylopterus hemileucurus – Violette sabelvleugel
- Campylopterus hyperythrus – Roodborstsabelvleugel
- Campylopterus largipennis – Grijsborstsabelvleugel
- Campylopterus phainopeplus – Santa-Martasabelvleugel
- Campylopterus villaviscensio – Naposabelvleugel